# Ржев (локомотивное депо)
Локомотивное депо Ржев (ТЧЭ-32) — эксплуатационное депо Октябрьской железной дороги. Расположено вблизи станции Ржев-II по адресу Привокзальная улица, 8. В 2011 году из состава депо был выведен последний локомотив.

## Описание

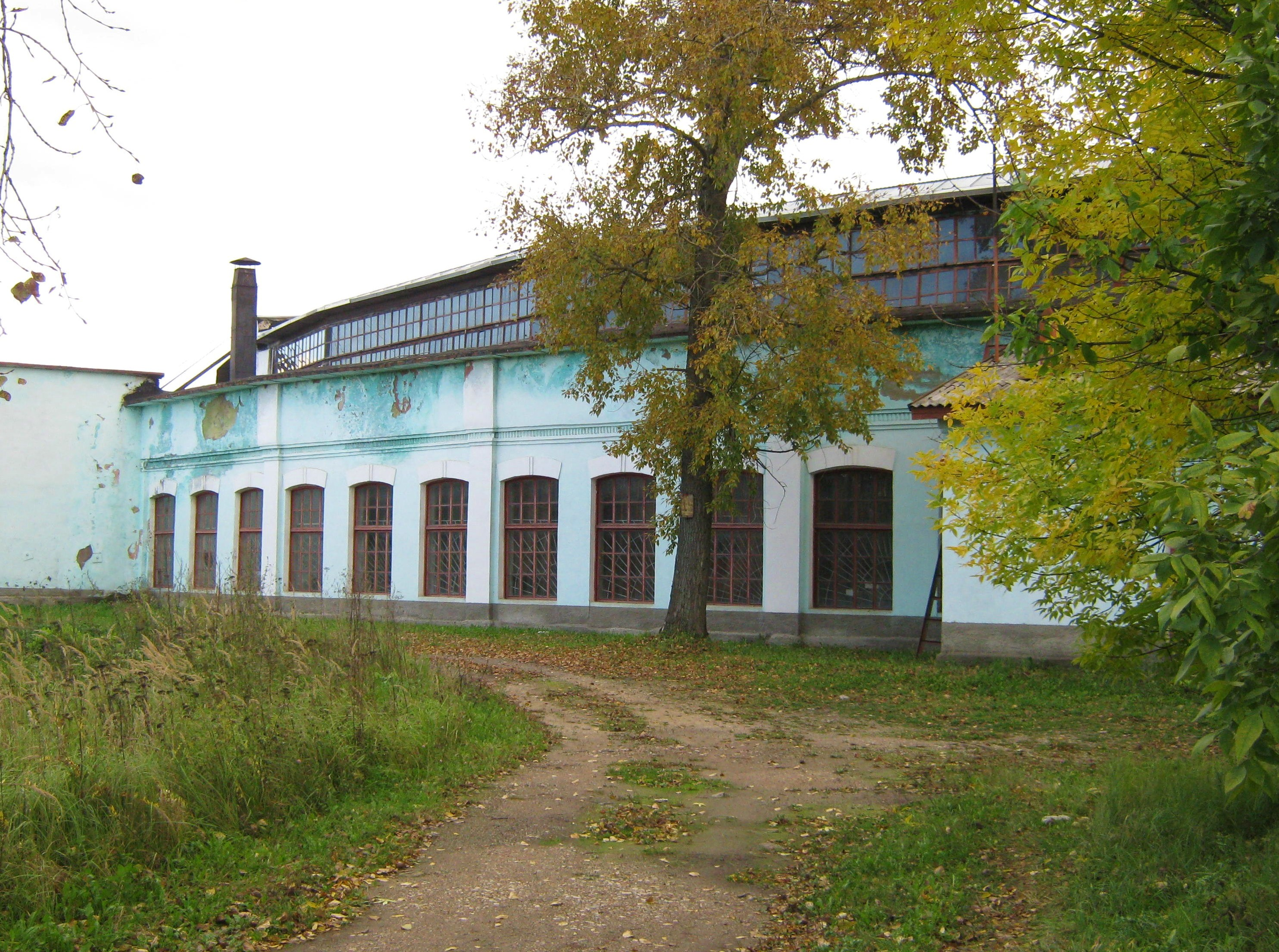
Здание ремонтного цеха

Депо основано в 1901 году вместе с открытием движения по Виндавской линии.  С 2010 года реорганизовано в эксплуатационное ТЧЭ-32 Ржев. Имеет филиал в Торжке (ТЧЦех-71).

### Подвижной состав
Несмотря на статус эксплуатационного, по состоянию на 2012 год никакой подвижной состав к депо не приписан (последние тепловозы из базы запаса 2М62 исключены в 2010—2011 годах). В разные годы к депо были приписаны паровозы Л, Эв/и, Су, СО, Ов и тепловозы 2ТЭ116, М62, ТЭМ1, ТЭМ2, ЧМЭ3, ТГМ23Б. Недолгое время к депо был приписан также дизель-поезд Д1, курсировавший по маршруту Шаховская — Ржев, замененный позже из-за неприспособленности ржевского депо к содержанию подобных поездов на состав из пассажирских вагонов с тепловозом.